# Jessica Steele
Jessica Steele (nacida el 9 de mayo de 1933 en Warwickshire, Inglaterra) es una popular escritora británica de más de 85 novelas románticas para Mills & Boon desde 1979. 

### Novelas
- The Icicle Heart (1979)
- Hostage to Dishonour (1979)
- Hostile Engagement (1979)
- Spring Girl (1979)
- Pride's Master (1979)
- Intimate Friends (1979)
- The Other Woman (1980)
- Turbulent Covenant (1980)
- Magic of His Kiss (1980)
- Price to be Met (1980)
- Devil in Disguise (1980)
- Innocent Abroad (1981)
- Bachelor's Wife (1981)
- Gallant Antagonist (1981)
- Other Brother (1981)
- But Know Not Why (1982)
- Dishonest Woman (1982)
- Distrust Her Shadow (1982)
- No Quiet Refuge (1983)
- Reluctant Relative (1983)
- Tethered Liberty (1983)
- Intimate Enemies (1983)
- Tomorrow - Come Soon (1983)
- Bond of Vengeance (1984)
- Ruthless in all (1984)
- Imprudent Challenge (1984)
- Facade (1984)
- No Holds Barred (1984)
- No Honourable Compromise (1985)
- Promise to Dishonour (1985)
- So Near, So Far (1986)
- Misleading Encounter (1986)
- Beyond Her Control (1986)
- Relative Strangers (1987)
- Unfriendly Alliance (1987)
- Fortunes of Love (1988)
- Without Love (1988)
- When the Loving Stopped (1988)
- To Stay Forever (1989)
- Farewell to Love (1989)
- Frozen Enchantment (1989)
- Unfriendly Proposition (1989)
- Passport to Happiness (1990)
- Hidden Heart (1990)
- A First Time for Everything (1990)
- Bad Neighbours (1991)
- Without Knowing Why (1991)
- Flight of Discovery (1991)
- Runaway from Love (1991)
- His Woman (1991)
- Destined to Meet (1992)
- Hungarian Rhapsody (1992)
- Italian Invader (1993)
- Relative Values (1993)
- West of Bohemia (1993)
- Bachelor's Family (1995)
- Heartless Pursuit (1995)
- The Marriage Business (1995)
- With His Ring (1996)
- Unexpected Engagement (1996)
- A Business Engagement (1997)
- The Trouble with Trent! (1997)
- Temporary Girlfriend (1997)
- Married in a Moment (1998)
- A Most Eligible Bachelor (1998)
- A Wedding Worth Waiting for (1999)
- Nine-to-five Affair (1999)
- After Hours (1999)
- The Bachelor's Bargain (1999)
- A Suitable Husband (2001)
- Part-Time Marriage (2001)
- His Pretend Mistress (2002)
- A Professional Marriage (2002)
- An Accidental Engagement (2003)
- A Paper Marriage (2003)
- A Pretend Engagement (2004)
- A Most Suitable Wife (2005)
- Promise Of A Family (2006)
- The Boss and His Secretary (2007)
- Her Hand In Marriage (2008)

### serie Fereday Twins
1. The Sister Secret (1995)
2. A Wife in Waiting (1996)

### Serie The Marriage Pledge
1. The Feisty Fiance (2000)
2. Bachelor in Need (2000)
3. Marriage in Mind (2000)

### Serie Multi-autor Marrying The Boss
- Agenda, Attraction! (1998)

### Serie Multi-autor Nine to Five
- Her Boss's Marriage Agenda (2004)

### Serie Multi-autor Contract Brides
- Vacancy: Wife of Convenience (2005)

### Colecciones
- 9 to 5 (1998)
- Misleading Encounter / Fortunes of Love (2004)
- Feisty Fiancee / Bachelor in Need (2005)

### En colaboración
- The Jasmine Bride / Sweet Promise / Turbulent Covenant (1987) (con Daphne Clair y Janet Dailey)
- Island of Escape / Stormy Affair / Hostile Engagement (1987) (con Dorothy Cork y Margaret Mayo)
- Trodden Paths / Voyage of the Mistral / Innocent Abroad (1989) (con Jacqueline Gilbert y Madeleine Ker)
- Contract Husbands (2003) (con Helen Brooks y Catherine George)
- Marrying the Boss (2003) (con Helen Brooks y Alison Roberts)
- White Wedding (2004) (con Judy Christenberry y Margaret Way)
- A Christmas To Remember (2004) (con Debbie Macomber y Betty Neels)
- All I Want for Christmas... (2005) (con Betty Neels y Margaret Way)
- After Office Hours... (2006) (con Helen Brooks y Lee Wilkinson)
- Bedded by Her Boss (2007) (con Amanda Browning y Sharon Kendrick)